# Selenia exquisita
Selenia exquisita là một loài bướm đêm trong họ Geometridae.